# Dimitroula
Die Dimitroula war eine Fähre der griechischen Reederei GA Ferries, die 1978 als Verga für die italienische Tirrenia – Compagnia italiana di navigazione in Dienst gestellt wurde. Das Schiff blieb bis September 2008 in Fahrt und wurde 2011 im türkischen Aliağa abgewrackt.

## Geschichte
Die Verga entstand unter der Baunummer 4346 bei Italcantieri in Castellammare di Stabia und wurde am 10. September 1977 vom Stapel gelassen. Nach seiner Ablieferung an die Tirrenia im Oktober 1978 nahm das Schiff den Fährdienst vor der italienischen Ostküste auf.
Im Februar 1997 wurde die Verga an die griechische Reederei GA Ferries verkauft und in Dimitroula umbenannt. Im selben Jahr nahm sie den Dienst zwischen Thessaloniki, Kreta und den Sporaden auf. 1999 wechselte das Schiff auf die Strecke von Piräus über die Kykladen und Dodekanes nach Alexandroupoli.
Am 8. September 2008 musste die Dimitroula wegen finanzieller Schwierigkeiten von GA Ferries ausgemustert werden. Sie lag fortan aufgelegt in Piräus, ehe sie nach fast drei Jahren im August 2011 zum Abbruch verkauft wurde. Am 30. August 2011 trat das Schiff im Schlepp seine Reise zur Abwrackwerft im türkischen Aliağa an.
Das Schwesterschiff der Verga war die ebenfalls 1978 in Dienst gestellte Deledda, die seit 1994 den Namen Zhong Yuan trug und 2008 in Chittagong abgewrackt wurde.